# 高柳郡
高柳郡，中国南北朝设置的郡。
北魏永熙年间置，治所在高柳县（今山西省阳高县）。领高柳、安阳二县。辖境相当今山西省天镇、阳高及河北省阳原等县地。后省。 